# Pedro Arancibia
Pedro Segundo Arancibia Delgado (El Melón, 4 de junio de 1944) es un exfutbolista chileno que jugaba como puntero derecho.

## Trayectoria
Comenzó su carrera profesional defendiendo los colores de Everton en 1962. En 1967, fue transferido a Unión Española, para luego pasar los últimos dos años de su carrera defendiendo la camiseta de Unión La Calera. Tras 7 operaciones, se retiró a fines de la temporada 1972.

## Selección nacional
Jugó su único partido internacional por la selección chilena el 23 de febrero de 1966, durante un partido amistoso ante Unión Soviética. En el partido amistoso que terminó con derrota para Chile por 0-2, ingresó como sustituto de Pedro Araya a los 58 minutos.

### Partidos internacionales
| Partidos internacionales | Partidos internacionales | Partidos internacionales          | Partidos internacionales | Partidos internacionales | Partidos internacionales | Partidos internacionales | Partidos internacionales | Partidos internacionales | Partidos internacionales |
| N.º                      | Fecha                    | Estadio                           | Local                    | Resultado                | Visitante                | Goles                    | Asistencias              | DT                       | Competición              |
| ------------------------ | ------------------------ | --------------------------------- | ------------------------ | ------------------------ | ------------------------ | ------------------------ | ------------------------ | ------------------------ | ------------------------ |
| 1                        | 23 de febrero de 1966    | Estadio Nacional, Santiago, Chile | Chile                    | 0-2                      | URSS                     |                          |                          | Luis Álamos              | Amistoso                 |
| Total                    | Total                    | Total                             | Presencias               | 1                        | Goles                    | 0                        |                          |                          |                          |

| Selección chilena | Selección chilena | Selección chilena |
| Año               | Partidos          | Goles             |
| ----------------- | ----------------- | ----------------- |
| 1966              | 1                 | 0                 |
| Total             | 1                 | 0                 |

## Clubes
| Club            | País  | Año       |
| --------------- | ----- | --------- |
| Everton         | Chile | 1962-1966 |
| Unión Española  | Chile | 1967-1970 |
| Unión La Calera | Chile | 1971-1972 |